# Saab 91 Safir
De Saab 91 Safir is een Zweeds eenmotorig laagdekker trainingsvliegtuig met drie (91A, B, B-2) of vier (91C, D) zitplaatsen. Het toestel heeft een intrekbaar driewiel-landingsgestel. De eerste vlucht van de 91 Safir was op 20 november 1945. Totaal zijn er door Saab in Zweden 203 stuks gebouwd en 120 door De Schelde in Dordrecht.

## Ontwerp en historie
De Saab 91 Safir was een ontwerp van  Anders J. Andersson die daarvoor had gewerkt bij Bücker Flugzeugbau. Het toestel was geheel gebouwd van metaal, maar de stuurvlakken waren bespannen met doek. De eerste productiemodellen werden voortgedreven door Gipsy-viercilinder lijnmotoren met 145 pk, maar deze leverden voor militaire toepassingen onvoldoende vermogen. Vanaf 1949 werd type 91 B geleverd met een zescilinder Lycoming-boxermotor van 180-190 pk. 
De Safir werd ook gebruikt als een vliegend lagesnelheid-testplatform voor de vleugels van de Saab 29 Tunnan en Saab 32 Lansen-straaljagers. De werkzaamheden aan deze gevechtsvliegtuigen namen zoveel capaciteit in beslag dat de productie van de Safir verhuisde naar De Schelde in Dordrecht. In 1955 stopte de productie in Dordrecht en werd deze door Saab in Zweden weer opgestart.
De 91 Safir is bij verschillende luchtmachten in dienst geweest als trainer. In Oostenrijk gingen de laatste Safirs in 1992 uit dienst en in Zweden in 1994. 
Ook de Rijksluchtvaartschool (RLS) heeft een aantal Saab 91 Safir-trainingsvliegtuigen in de vloot gehad. 

## Varianten

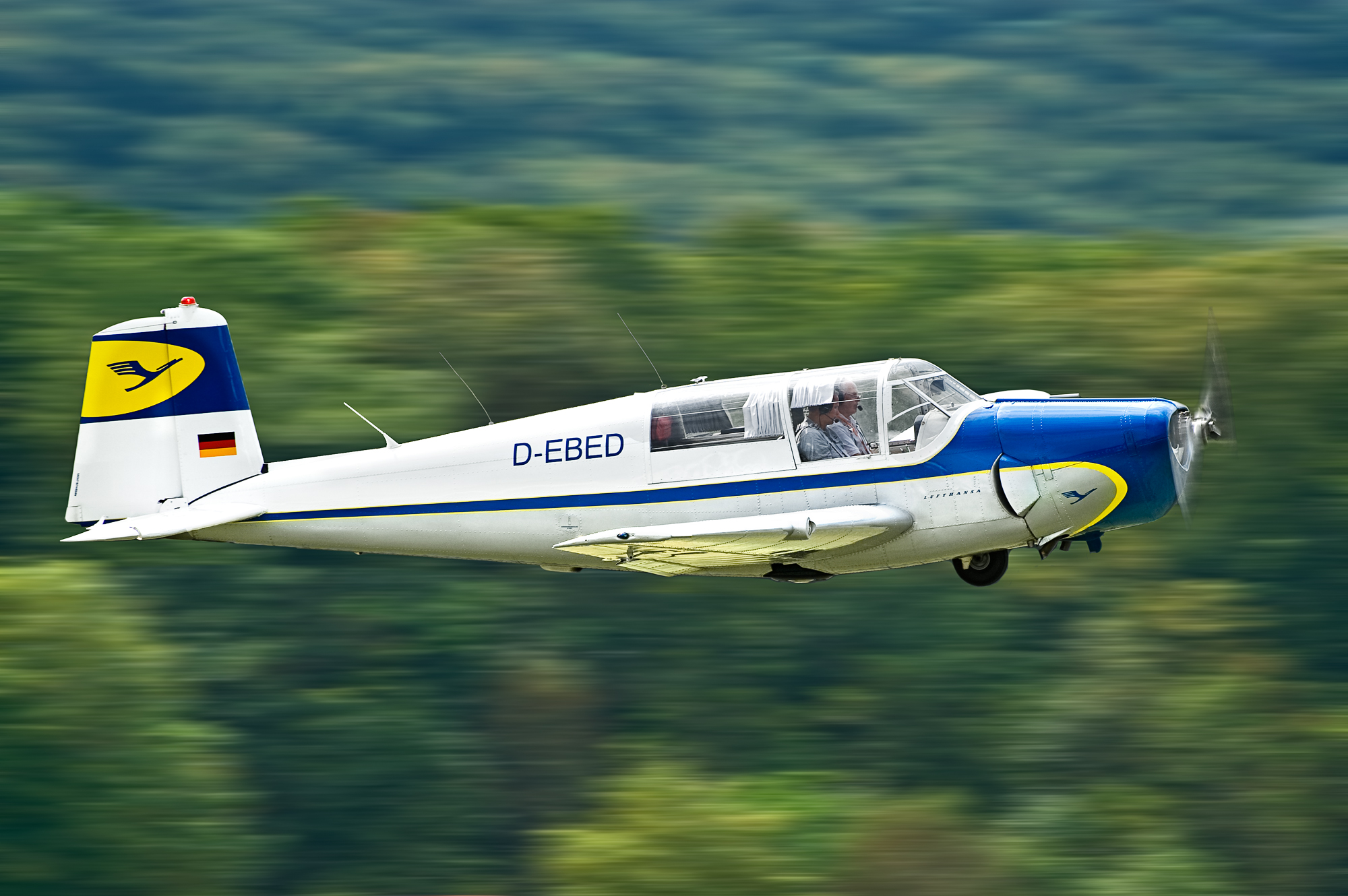
Saab Safir 91B trainer

- 91A – Originele driezitter productieversie met een de Havilland Gipsy Major X-motor van 145 pk, 48 gebouwd. Zweedse luchtmacht-aanduiding: Tp 91.
- 91B – Driezitter met een zescilinder 190 pk Lycoming boxer-motor. 106 stuks gebouwd door De Schelde. Zweedse luchtmacht-aanduiding: Sk 50 B.
- 91B-D – Verbeterde 91B. 3 stuks gebouwd door De Schelde.
- 91B-2 – 91B-variant voor de Noorse luchtmacht met een constant-speed-propeller. 25 exemplaren gebouwd door Saab.
- 91C – Vierzitterversie van de 91B, met de brandstoftanks verhuisd naar de vleugels. 11 gebouwd door De Schelde. Zweedse luchtmacht-aanduiding: Sk 50 C.
- 91D – Vierzitter met een 180 pk Lycoming O-360-motor met constant-speed-propeller. 99 gebouwd door Saab.

## Vergelijkbare vliegtuigen
- Beechcraft Mentor
- De Havilland Canada DHC-1 Chipmunk
- Fokker S.11